# Zababdeh
Zababdeh o Zababida (àrab: الزبابدة, az-Zabābida) és un municipi palestí de la governació de Jenin, a Cisjordània, al nord de la vall del Jordà, 15 kilòmetres al sud-oest de Jenin i a 2 kilòmetres de la Universitat Àrab Americana. Segons el cens de l'Oficina Central Palestina d'Estadístiques (PCBS), Zababdeh tenia 3.665 habitants en 2007.

## Història
S'hi han trobat fragments de terrissa de l'edat de Bronze i de l'època romana d'Orient. També s'hi ha assenyalat restes d'una bovaria (granja) franca, alhora que s'ha trobat fragments de terrissa de l'època dels mamelucs i dels otomans.

### Època otomana
La vila fou (re-)fundada en 1834 per tres famílies cristianes ortodoxes gregues que compraren les terres a musulmans de Jenin.
En 1882, el Survey of Western Palestine (SWP) del Fons per a l'Exploració de Palestina la va descriure com un "poble de grandària moderada a l'extrem sud de la plana de cultiu anomenada Wady es Selhab, subministrada per un pou a l'est, amb un petit turó cobert de mala herba al sud.."
La missió catòlica llatina va establir la seva presència al poble en 1883.
En el segle xix la germana Marie-Alphonsine Danil Ghattas hi va viure.

### Època del Mandat Britànic
En el cens de Palestina de 1922 elaborat per les autoritats del Mandat Britànic de Palestina, Zababdeh tenia 482 habitants; 64 musulmans i 418 cristians, augmentant en el cens de 1931 a una població de 632 habitants; 91 musulmans i 541 cristians, en un total de 134 llars.
En 1945 Zababida tenia 870 habitants; 90 musulmans i 780 cristians, i la jurisdicció de la vila era de 5,719 dúnams de terra, segons una enquesta de terra i població. 2,510 dúnams eren usats per plantacions i terra de rec, 3,067 dúnams per cereals, mentre que 16 dúnams eren sòl edificat.

### Després de 1948
Després de la guerra araboisraeliana de 1948, Zababdeh fou ocupada pel regne haixemita de Jordània. Zababdeh fou ocupat per Israel junt amb la resta de Cisjordània després de la Guerra dels Sis Dies de 1967.
Segons el cens de cens de l'Oficina Central Palestina d'Estadístiques de 2007, hi havia 3,665 residents, dels quals dues terceres parts eren Cristians palestins, Es divideixen en llatins, ortodoxos grecs, catòlics i anglicans. Durant dues dècades, des de 1974 fins que va ser destinat de capellà a una parròquia de Gaza (1995), el capellà de la vila era Manuel Musallam, un activista de Fatah i nadiu de Birzeit, qui va desenvolupar excel·lents instal·lacions educatives al poble que va atraure els estudiants musulmans de Jenin. Els conflictes amb els residents musulmans són molt poc habituals, segons Weaver.

## Famílies
- Awwad
- Dawoud
- Daibes
- Esaid
- Kasbasri
- Khalil Ibrahim
- Sharqawi
- Turkman
- Dues famílies Khoury emparentades només per matrimoni

## Als mèdia
Zababdeh apareix en el curtmetratge Salt of the Earth: Palestinian Christians in the Northern West Bank que examina la vida de nou cristians palestins que viuen en i al voltant de les ciutats de Jenin i Nablus. Realitzada per Salt Films, Inc., en 2004, la pel·lícula fou produïda pels missioners presbiterians Marthame i Elizabeth Sanders quan vivien i treballaven a la vila cristiana palestina de Zababdeh.

## Agermanaments
- Ixelles[15]
- Graz,